# Yurihonjō (Akita)
Yurihonjō (由利本荘市 Yurihonjō-shi?) es una ciudad localizada en la prefectura de Akita, Japón. En octubre de 2018 tenía una población de 76.522 habitantes y una densidad de población de 63,3 personas por km². Su área total es de 1.209,59 km².

## Geografía

### Municipios circundantes
- Prefectura de Akita
  - Akita
  - Nikaho
  - Daisen
  - Yuzawa
  - Yokote
  - Ugo
- Prefectura de Yamagata
  - Sakata
  - Yuza
  - Mamurogawa

## Demografía
Según datos del censo japonés, la población de Yurihonjō ha disminuido en los últimos años.
| Año del censo | Población |
| ------------- | --------- |
| 1995          | 94.410    |
| 2000          | 92.843    |
| 2005          | 89.555    |
| 2010          | 85.229    |
| 2015          | 79.927    |